# Steve Harper
Alan Stephen "Steve" Harper (Easington, Durham, 14 de Março de 1975) é um guarda-redes inglês. Ele joga atualmente no Hull City
Depois de dezesseis anos no Newcastle e doze temporadas como reserva de Shay Given, Harper tornou-se o titular.

## Biografia

### Início da vida
Harper cresceu na vila de Easington, condado de Durham. Ele interessou-se em futebol ainda jovem e era torcedor do Liverpool, sendo o goleiro Bruce Grobbelaar o seu ídolo. Anfield foi o primeiro estádio de futebol que ele conheceu. No jogo, valendo pelo Campeonato Inglês da temporada  1982-83, o Liverpool  ganhou de 2-0. Harper estudou na Easington Comprehensive School.

### Carreira
Em 1993, ele assinou com o Newcastle United a partir do seu clube local Seaham Red Star FC, com um salário nominal.
Visto como reserva para o titular regular Pavel Srníček, depois Shaka Hislop e então Shay Given, ele foi emprestado para o Bradford City em 1995,  Gateshead em 96,  Stockport County e Hartlepool United em 1997 e  Huddersfield Town pela temporada 1997-1998, antes de fazer sua estreia no time principal do Newcastle United em 1999.
Harper chegou perto de substituir Given em varias ocasiões, principalmente na temporada 1998-1999. Harper jogou na final da Copa da Inglaterra de 1998-1999, quando o Newcastle perdeu de 2-0 para o Manchester United. Técnico na época, Ruud Gullit achou Harper com mais condições de jogar que Given. No entanto, no início da temporada 1999-2000, Gullit foi demitido e Harper novamente se tornou a segunda escolha para goleiro, embora ele tenha tido um breve período de titular na equipe na primeira parte dessa temporada, quando Given se machucou. Quando Given retornou de lesão, Harper novamente virou o reserva da posição.
Em 2002 ele fez várias aparições na Liga dos Campeões da UEFA, principalmente contra a  Juventus. O jogo foi disputado em St James' Park e Harper conseguiu manter o gol vazio durante a vitória de 1-0 sobre os campeões italianos.
Harper entregou um pedido de transferência ao Newcastle, citando como motivo a falta de regularidade como titular, tendo sido especulada sua ida  para  o West Bromwich Albion.
Ele reiterou o seu desejo de alcançar um posto na equipa titular, em Junho de 2006, um acto que fez com que o então gerente Glenn Roeder tentasse persuadir Harper a permanecer no clube, conseguindo fazer com que Harper assine um novo contrato para mantê-lo em St. James' Park até Junho de 2009.
Devido a uma lesão do titular durante a Premier League 2006-07, Harper teve outra chance para provar o seu valor na primeira equipa. No entanto, ele não teve o melhor início, com o Newcastle perdendo por 2-0 para o Liverpool em 20 de setembro de 2006, no qual Harper foi titular pela Premier League em 15 meses.

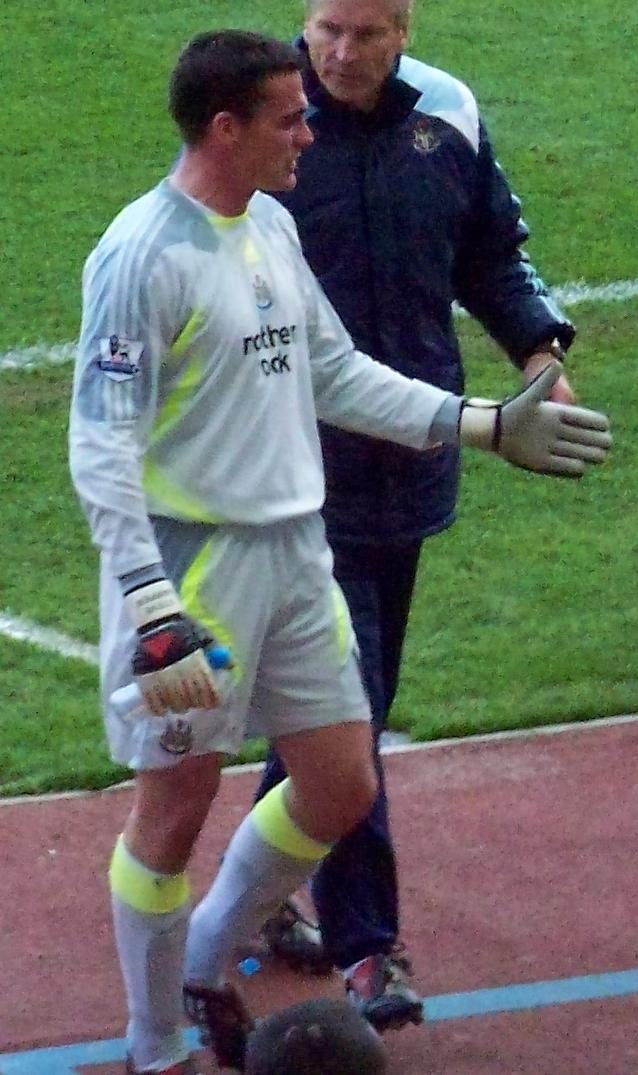
Harper, em Abril de 2008, durante uma das suas exibições pela primeira equipa.

Em 26 de Julho de 2007, Harper chegou a ser como um substituto contra o Celtic, em um jogo amigável no qual jogou como um atacante.
Harper continuou como goleiro do Newcastle no início da Premier League 2007-08, sob o então comando do novo chefe Sam Allardyce. Given estava lutando contra uma lesão virilha e o novato Tim Krul estava por empréstimo no Falkirk, que significa que Harper iniciou os primeiros 6 jogos da Premiership, não sendo vazado durante 2 jogos. No entanto, ele perdeu seu lugar novamente quando Given retornou, embora outra lesão de Given mais tarde, permitiu Harper a ganhar mais aparições pela primeira equipe. Após uma série de boas atuações, Harper foi relacionado uma vez mais para transferência. Liverpool manifestou interesse em assinar com ele, sendo uma escolha diante do titular José Manuel Reina. Kevin Keegan reagiu a estas especulações declarando suas intenções de manter Harper, e reconhecendo o seu recorde de conceder apenas um gol em sete horas e meia de jogo.

## Honras
No Newcastle:
- Vice-campeão da FA Cup: 1999

## Títulos
- Taça Interoto: 2006
- Football League Championship: 2009/10

## Fora do futebol
Harper também é um árbitro aprovado pela Football Association, um dos poucos jogadores profissionais de futebol a ter ganho uma licença de árbitro. Isso foi objeto de análise durante o programa da Sky Sports News "Respect The Ref", onde nomear antigos futebolistas como árbitros foi visto como uma forma de aumentar o respeito mostrado aos árbitros no campo. Harper pondera se tornar um árbitro quando se aposentar de jogar.
Ele tem um grau acadêmico de ciências sociais pela Open University, onde ele estudou, enquanto jogava pela equipe reserva do Newcastle. Harper também gosta de ler, bem como jogar golfe, que ele joga com o ex-jogador do Newcastle United Alan Shearer.